# Větrušické rokle
Větrušické rokle este o arie protejată (arie specială de conservare — SAC, sit de importanță comunitară — SCI) din Republica Cehă întinsă pe o suprafață de 36,85 ha, integral pe uscat.

## Localizare
Centrul sitului Větrušické rokle este situat la coordonatele 50°11′37″N 14°22′43″E / 50.193611°N 14.378611°E.

## Înființare
Situl Větrušické rokle a fost declarat sit de importanță comunitară în noiembrie 2009 pentru a proteja un număr necunoscut de specii din flora spontană și fauna sălbatică aflate în arealul zonei. Situl a fost protejat și ca arie specială de conservare în ianuarie 2017.

## Biodiversitate
Situată în ecoregiunea continentală, aria protejată conține 6 habitate naturale: Pante stâncoase silicioase cu vegetație casmofită, Roci stâncoase cu vegetație pionieră de Sedo-Scleranthion sau Sedo albi-Veronicion dillenii, Pajiști uscate europene, Pajiști uscate seminaturale și facies de acoperire cu tufișuri pe substraturi calcaroase (Festuco-Brometalia) (* situri importante pentru orhidee), Pajiști panonice carstice (Stipo-Festucetalia pallentis), Pajiști carstice calcaroase sau bazofile, de Alysso-Sedion albi.
La baza desemnării sitului se află un număr nedeclarat de specii protejate.